# Aziatische auto in 1950
Dit artikel geeft een overzicht van alle Aziatische personenwagens geproduceerd in 1950 door een significante autoconstructeur. De auto's staan alfabetisch gerangschikt per merk. Hier staan enkel Aziatische merken, ongeacht of ze eigendom zijn van een niet-Aziatisch concern. Ook gaat het om constructeurs die algemeen bekend zijn met auto's die algemeen voor het publiek verkrijgbaar zijn. 
| Nissan |                  | concern:     | Onafhankelijk |
| Nissan | divisie:         |              |               |
| Nissan | merk:            | Nissan Japan |               |
| Nissan | model:           | Sedan DS-2   |               |
| Nissan | einde productie: | 1955         |               |
| Nissan | productieaantal: | ?            |               |

| Ohta |                  | concern:   | Onafhankelijk |
| Ohta | divisie:         |            |               |
| Ohta | merk:            | Ohta Japan |               |
| Ohta | model:           | PB         |               |
| Ohta | einde productie: | 1955       |               |
| Ohta | productieaantal: | ?          |               |